# Jean Baptiste de Grateloup
Jean Baptiste de Grateloup (ur. 1735, zm. 1817) – francuski rytownik. Wykonywał trzymaną w tajemnicy techniką portrety miniaturowe, dające wrażenie bardzo delikatnych rysunków tuszem. Malował również iluminacje i wykonywał rzeźby z wosku. Jego głównym dziełem jest portret Bossueta według Riguard.

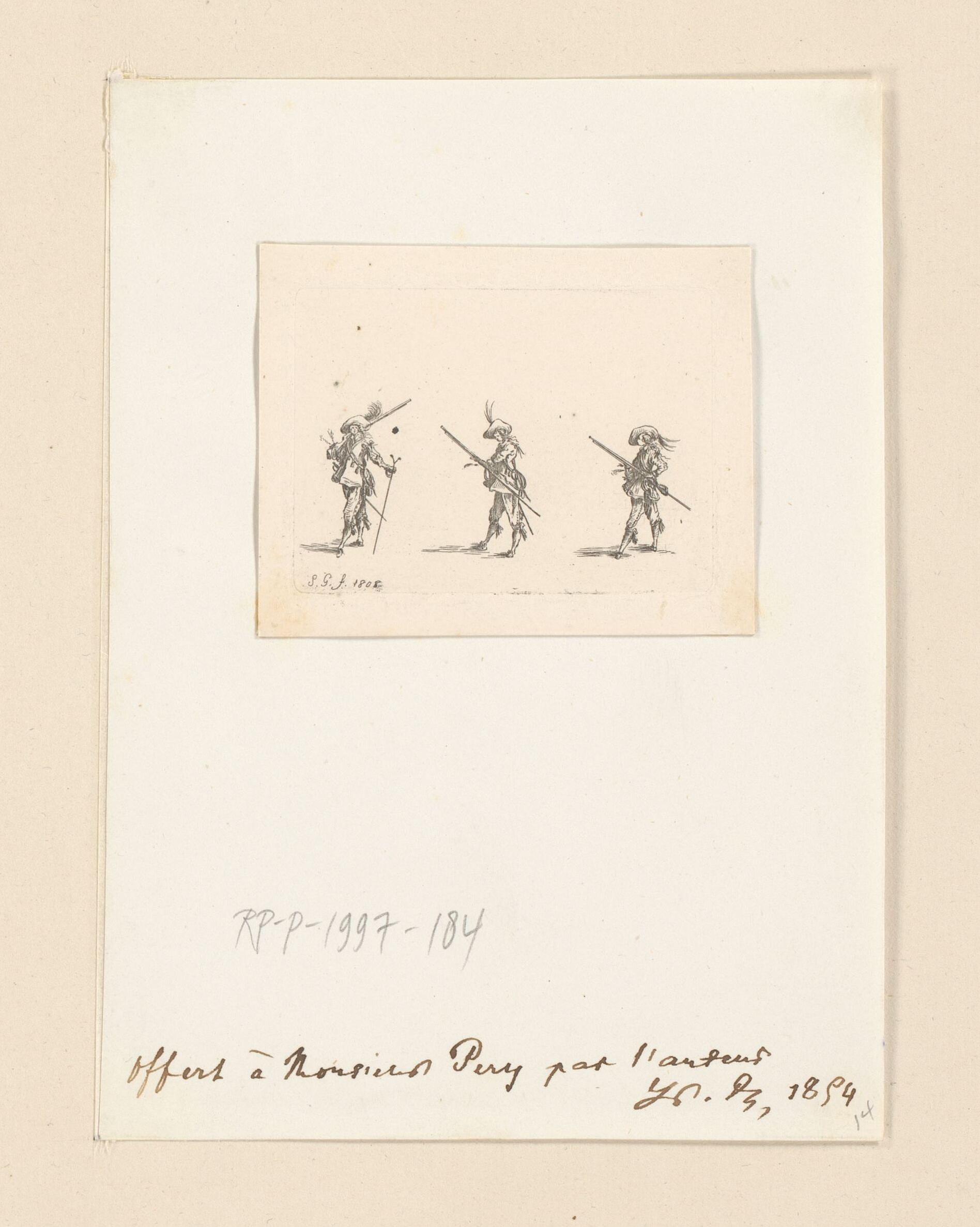
Trzech żołnierzy
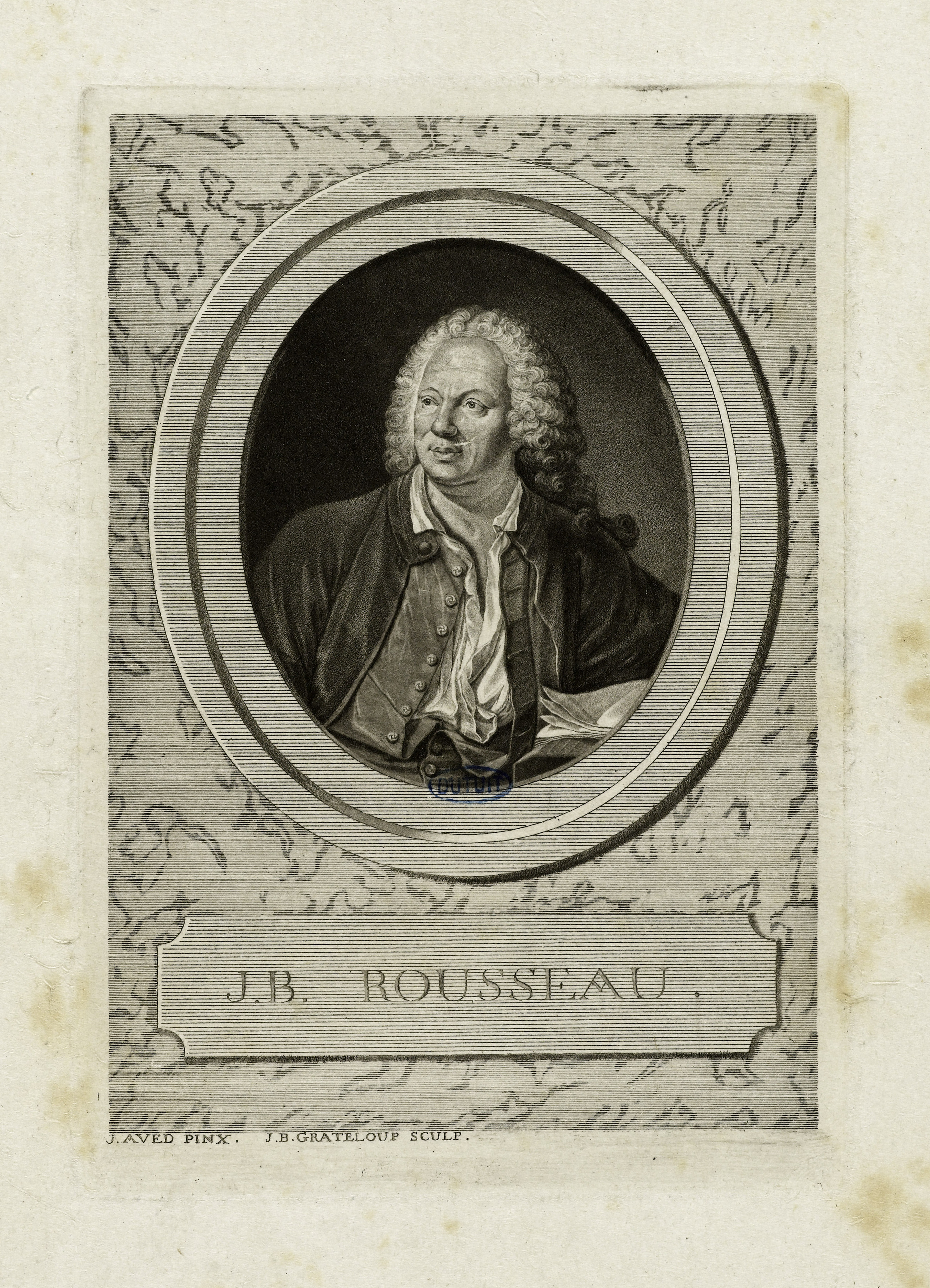
Jean-Baptiste Rousseau
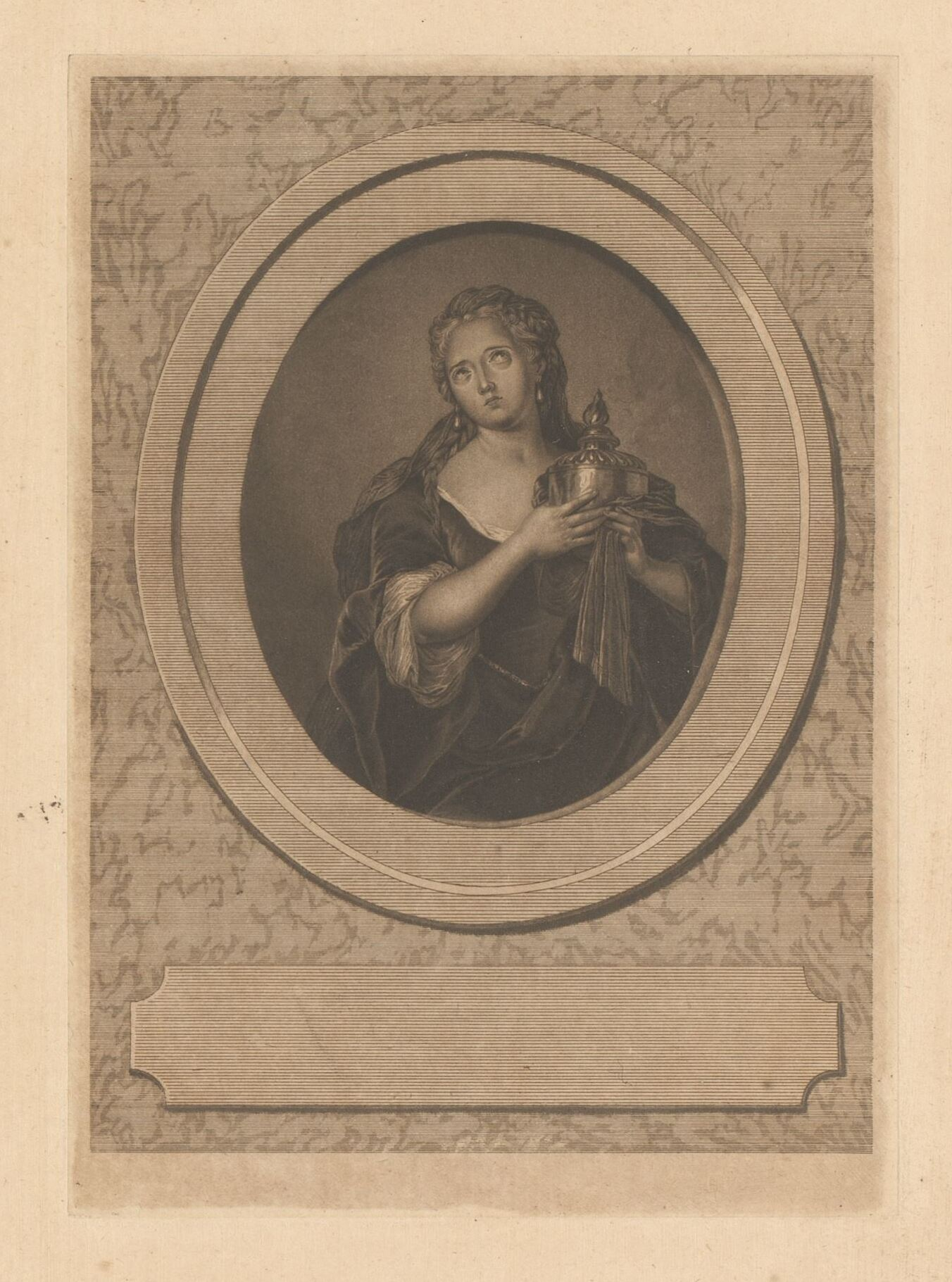
Adrienne Lecouvreur
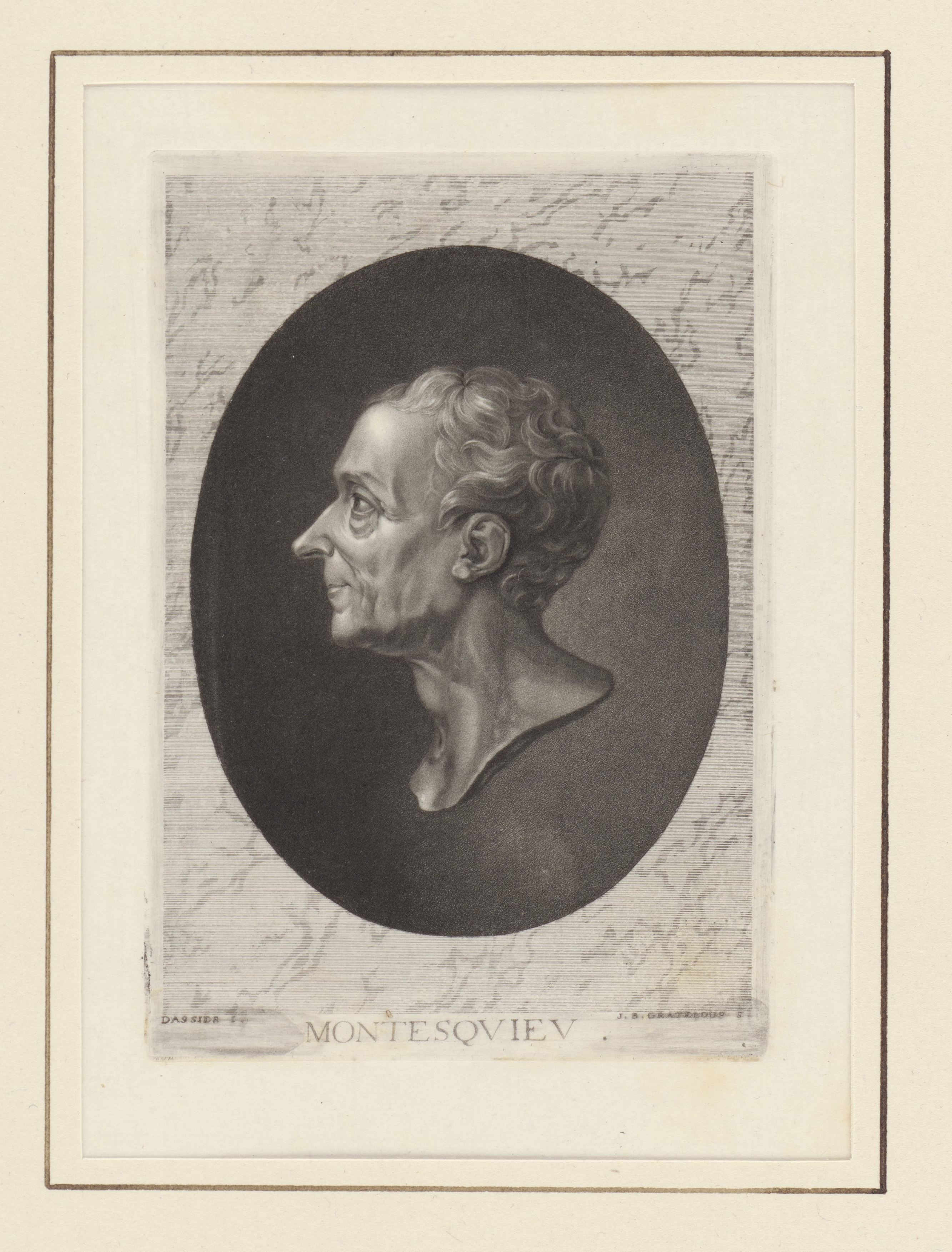
Monteskiusz